# Alma abençoada (Bernini)
A Alma abençoada (em italiano:  Anima beata) é uma escultura na forma de busto do artista italiano Gian Lorenzo Bernini. Confeccionada por volta de 1619, faz par com a obra Alma danada. Ambas foram encomendadas pelo Cardeal Montoya, de quem Bernini também fez um retrato escultural. Originalmente, ficava na sacristia da Igreja de Nossa Senhora do Sagrado Coração, mas foi transferida no final do século XIX para a Embaixada da Espanha na Santa Sé, na Praça da Espanha.